# Global RallyCrosss – X Games 2012
Global RallyCrosss na X Games 2012 – trzecia runda Global RallyCross sezonu 2012. Zawody rozegrano 1 lipca na asfaltowo-szutrowym torze o długości 1,12 km zbudowanym na ulicach Los Angeles.

## Lista startowa
| Konstruktor                            | Samochód                    | Zespół                                 | Nr. | Kierowca         |
| -------------------------------------- | --------------------------- | -------------------------------------- | --- | ---------------- |
| Olsbergs MSE                           | 2012 Ford Fiesta            | Best Buy Mobile Olsbergs MSE           | 3   | Marcus Grönholm  |
| Olsbergs MSE                           | 2012 Ford Fiesta            | Best Buy Serve Olsbergs MSE            | 17  | David Binks      |
| Olsbergs MSE                           | 2012 Ford Fiesta            | Rockstar Etnies Olsbergs MSE           | 34  | Tanner Foust     |
| Olsbergs MSE                           | 2012 Ford Fiesta            | Rockstar Metal Mulisha Olsbergs MSE    | 38  | Brian Deegan     |
| Olsbergs MSE                           | 2012 Ford Fiesta            | Bluebeam Olsbergs MSE                  | 57  | Toomas Heikkinen |
| Subaru Puma Rallycross Team USA        | 2012 Subaru Impreza WRX STI | Subaru Puma Rallycross Team USA        | 11  | Sverre Isachsen  |
| Subaru Puma Rallycross Team USA        | 2012 Subaru Impreza WRX STI | Subaru Puma Rallycross Team USA        | 40  | Dave Mirra       |
| Subaru Puma Rallycross Team USA        | 2012 Subaru Impreza WRX STI | Subaru PumaRallycross Team USA         | 75  | David Higgins    |
| Subaru Puma Rallycross Team USA        | 2012 Subaru Impreza WRX STI | Subaru Puma Rallycross Team USA        | 81  | Bucky Lasek      |
| Rhys Millen Racing                     | 2012 Hyundai Veloster       | Motorcity Disney XD Rhys Millen Racing | 12  | Stéphane Verdier |
| Rhys Millen Racing                     | 2012 Hyundai Veloster       | Hyundai Rallycross Rhys Millen Racing  | 67  | Rhys Millen      |
| Scott-Eklund Racing                    | 2010 Saab 9-3               | Scott-Eklund Racing                    | 26  | Andy Scott       |
| Scott-Eklund Racing                    | 2010 Saab 9-3               | ENEOS Motor Oil Scott-Eklund Racing    | 77  | Samuel Hübinette |
| Monster Energy Citroën Rallycross Team | Citroën C4 WRC              | Monster Energy Citroën Rallycross Team | 33  | Liam Doran       |
| Monster World Rally Team               | 2012 Ford Fiesta            | Monster World Rally Team Ford Racing   | 43  | Ken Block        |
| Hansen Motorsport                      | 2012 Citroën DS3            | Red Bull Citroën                       | 72  | Sébastien Loeb   |
| Pastrana 199 Racing                    | 2013 Dodge Dart             | Pastrana 199 Racing                    | 99  | Bryce Menzies    |
| Pastrana 199 Racing                    | 2013 Dodge Dart             | Pastrana 199 Racing                    | 199 | Travis Pastrana  |

## Wypadki Heikkinena i Grönholma
Podczas treningów poważne wypadki mieli Toomas Heikkinen i Marcus Grönholm. Heikkinen wjechał na rampę do skoku, lecz miał za małą prędkość, by wykonać 16-metrowy skok i wylądować na drugiej rampie. Jego samochód uderzył w metalową konstrukcję, przewrócił się na dach i spadł z rampy. Kierowca doznał skomplikowanego złamania lewej nogi w kostce i krwotoku wewnętrznego. Z tego powodu musiał opuścić rundę w Los Angeles, a także następną, w New Hampshire. Po wypadku połączono obydwie rampy.
Wypadek Grönholma miał miejsce podczas kwalifikacji. Fin zbyt zjechał do wewnętrznej i trafił w przerwę w bandzie uderzając czołowo w betonową barierkę. Nieprzytomny został zabrany do California Hospital Medical Center. Szybko jednak odzyskał przytomność i po badaniach, tydzień po wypadku został wypuszczony ze szpitala.

## Wyścig

### Półfinał I - 4 okr.
| Nr | Kierowca         | Zespół                                 | Samochód               |
| -- | ---------------- | -------------------------------------- | ---------------------- |
| 43 | Ken Block        | Monster World Rally Team               | Ford Fiesta            |
| 77 | Samuel Hübinette | Scott-Eklund Racing                    | Saab 9-3               |
| 40 | Dave Mirra       | Subaru Puma Rallycross Team USA        | Subaru Impreza WRX STI |
| 33 | Liam Doran       | Monster Energy Citroën Rallycross Team | Citroën C4 WRC         |

Najlepiej do wyścigu ruszył Hübinette. Na drugim miejscu znalazł się Mirra, lecz został wyprzedzony przez Blocka w pierwszym zakręcie. Mirra uderzył w tył Blocka, po czym mocno zwolnił. Wyprzedził go Doran, który miał problem na starcie. Później Mirra odzyskał trzecie miejsce. Block obrócił się w pierwszym zakręcie, po czym spadł na trzecie miejsce. Szybko uporał się z Mirrą, który ponownie uderzył go w tył, po czym odpadł z wyścigu. Hübinette dowiózł natomiast pierwsze miejsce do mety.
| Pozycja | Kierowca         | Zespół                                 | Samochód               |
| ------- | ---------------- | -------------------------------------- | ---------------------- |
| 1       | Samuel Hübinette | Scott-Eklund Racing                    | Saab 9-3               |
| 2       | Ken Block        | Monster World Rally Team               | Ford Fiesta            |
| 3       | Liam Doran       | Monster Energy Citroën Rallycross Team | Citroën C4 WRC         |
| 4       | Dave Mirra       | Subaru Puma Rallycross Team USA        | Subaru Impreza WRX STI |

### Półfinał II - 4 okr.
| Nr | Kierowca        | Zespół                          | Samochód               |
| -- | --------------- | ------------------------------- | ---------------------- |
| 72 | Sébastien Loeb  | Hansen Motorsport               | Citroën DS3            |
| 34 | Tanner Foust    | Olsbergs MSE                    | Ford Fiesta            |
| 81 | Bucky Lasek     | Subaru Puma Rallycross Team USA | Subaru Impreza WRX STI |
| 12 | Stéphan Verdier | Rhys Millen Racing              | Hyundai Veloster       |

Do wyścigu najlepiej ruszył Foust. Loeb był jednak bardziej po wewnętrznej i wyprzedził Amerykanina w pierwszym zakręcie. Lasek znalazł się na trzeciej pozycji, przed Verdierem. Kolejność ta zachowała się już do mety.
| Pozycja | Kierowca        | Zespół                          | Samochód               |
| ------- | --------------- | ------------------------------- | ---------------------- |
| 1       | Sébastien Loeb  | Hansen Motorsport               | Citroën DS3            |
| 2       | Tanner Foust    | Olsbergs MSE                    | Ford Fiesta            |
| 3       | Bucky Lasek     | Subaru Puma Rallycross Team USA | Subaru Impreza WRX STI |
| 4       | Stéphan Verdier | Rhys Millen Racing              | Hyundai Veloster       |

### Półfinał 3 - 4 okr.
| Nr | Kierowca        | Zespół                          | Samochód               |
| -- | --------------- | ------------------------------- | ---------------------- |
| 38 | Brian Deegan    | Olsbergs MSE                    | Ford Fiesta            |
| 67 | Rhys Millen     | Rhys Millen Racing              | Hyundai Veloster       |
| 99 | Bryce Menzies   | Pastrana 199 Racing             | Dodge Dart             |
| 11 | Sverre Isachsen | Subaru Puma Rallycross Team USA | Subaru Impreza WRX STI |

Isachsen bardzo dobrze wystartował i agresywnie wszedł w pierwszy zakręt spychając Menziesa na Millena. Zawodnicy ci wybronili się przed wypadkiem, Isachsen natomiast awansował na prowadzenie wyprzedzając Deegana na dohamowaniu do pierwszego zakrętu. Deegan utrzymywał się tuż za nim przez cały wyścig, lecz nie udało mu się wyprzedzić Norwega. Na trzeciej pozycji dojechał Millen.
| Pozycja | Kierowca        | Zespół                          | Samochód               |
| ------- | --------------- | ------------------------------- | ---------------------- |
| 1       | Sverre Isachsen | Subaru Puma Rallycross Team USA | Subaru Impreza WRX STI |
| 2       | Brian Deegan    | Olsbergs MSE                    | Ford Fiesta            |
| 3       | Rhys Millen     | Rhys Millen Racing              | Hyundai Veloster       |
| 4       | Bryce Menzies   | Pastrana 199 Racing             | Dodge Dart             |

### Półfinał 4 - 4 okr.
| Nr  | Kierowca        | Zespół                          | Samochód               |
| --- | --------------- | ------------------------------- | ---------------------- |
| 199 | Travis Pastrana | Pastrana 199 Racing             | Dodge Dart             |
| 26  | Andy Scott      | Scott-Eklund Racing             | Saab 9-3               |
| 17  | David Binks     | Olsbergs MSE                    | Ford Fiesta            |
| 75  | David Higgins   | Subaru Puma Rallycross Team USA | Subaru Impreza WRX STI |

Najlepiej do wyścigu wystartowali Pastrana i Binks jadąc bok w bok do pierwszego zakrętu. Na dohamowaniu jadący z tyłu Scott za późno zahamował i wjechał w tył samochodu Pastrany. Pastrana i Scott wypadli z toru i uderzyli w bandę. Binks jadący po zewnętrznej, a także będący nieco z tyłu Higgins chcąc uniknąć zderzenia, wpadli w poślizg i zatrzymali się. Obydwaj ruszyli dalej, Higgins znalazł się przed Binksem, lecz wyścig został przerwany i już go nie wznowiono. Do finału awansowali Higgins i Binks.
| Pozycja | Kierowca        | Zespół                          | Samochód               |
| ------- | --------------- | ------------------------------- | ---------------------- |
| 1       | David Binks     | Olsbergs MSE                    | Ford Fiesta            |
| 2       | David Higgins   | Subaru Puma Rallycross Team USA | Subaru Impreza WRX STI |
| 3       | Travis Pastrana | Pastrana 199 Racing             | Dodge Dart             |
| 4       | Andy Scott      | Scott-Eklund Racing             | Saab 9-3               |

### Wyścig ostatniej szansy - grupa A - 3 okr.
| Nr | Kierowca        | Zespół                                 | Samochód               |
| -- | --------------- | -------------------------------------- | ---------------------- |
| 81 | Bucky Lasek     | Subaru Puma Rallycross Team USA        | Subaru Impreza WRX STI |
| 33 | Liam Doran      | Monster Energy Citroën Rallycross Team | Citroën C4 WRC         |
| 12 | Stéphan Verdier | Rhys Millen Racing                     | Hyundai Veloster       |
| 40 | Dave Mirra      | Subaru Puma Rallycross Team USA        | Subaru Impreza WRX STI |

Na starcie Doran objął prowadzenie, Mirra i Verdier wyprzedzili Laska po wewnętrznej. Tuż za pierwszym zakrętem samochód Mirry uległ awarii. Na drugim okrążeniu Lasek obrócił się. Verdier natomiast doganiał Dorana, lecz nie udało mu się go zaatakować do końca wyścigu.
| Pozycja | Kierowca        | Zespół                                 | Samochód               |
| ------- | --------------- | -------------------------------------- | ---------------------- |
| 1       | Liam Doran      | Monster Energy Citroën Rallycross Team | Citroën C4 WRC         |
| 2       | Stéphan Verdier | Rhys Millen Racing                     | Hyundai Veloster       |
| 3       | Bucky Lasek     | Subaru Puma Rallycross Team USA        | Subaru Impreza WRX STI |
| 4       | Dave Mirra      | Subaru Puma Rallycross Team USA        | Subaru Impreza WRX STI |

### Wyścig ostatniej szansy - grupa B - 3 okr.
| Nr  | Kierowca        | Zespół              | Samochód         |
| --- | --------------- | ------------------- | ---------------- |
| 67  | Rhys Millen     | Rhys Millen Racing  | Hyundai Veloster |
| 99  | Bryce Menzies   | Pastrana 199 Racing | Dodge Dart       |
| 26  | Andy Scott      | Scott-Eklund Racing | Saab 9-3         |
| 199 | Travis Pastrana | Pastrana 199 Racing | Dodge Dart       |

Z powodu uszkodzeń samochodu Pastrana nie mógł wziąć udziału w wyścigu. Scott popełnił falstart, po czym zatrzymał swój samochód i nie ruszył do wyścigu. Problem ze startem miał także Millen. Menzies bez problemu objął prowadzenie, wyścig został jednak przerwany.
Podczas restartu Scott został cofnięty do drugiego rzędu. Menzies popełnił falstart i zatrzymał się jeszcze na moment czekając na sygnał do startu. W pierwszym zakręcie po kontakcie Millen wyprzedził Menziesa. W kolejnym zakręcie Menzies zaatakował Millena i wyszedł na prowadzenie. Wyścig przerwano z powodu falstartu Menziesa.
Wyścig wznowiono. Scott i Menzies startowali z drugiego rzędu, co było karą za falstart. Millen bez problemu objął prowadzenie, Menzies znalazł się na drugiej pozycji. Jednak już na pierwszym okrążeniu wpadł w poślizg i uderzył bokiem w bandę kończąc w ten sposób swój udział w wyścigu. Scott awansował na drugą pozycję, a Millen niezagrożony dojechał na pierwszym miejscu do mety wyścigu.
| Pozycja | Kierowca        | Zespół              | Samochód         |
| ------- | --------------- | ------------------- | ---------------- |
| 1       | Rhys Millen     | Rhys Millen Racing  | Hyundai Veloster |
| 2       | Andy Scott      | Scott-Eklund Racing | Saab 9-3         |
| 3       | Bryce Menzies   | Pastrana 199 Racing | Dodge Dart       |
| 4       | Travis Pastrana | Pastrana 199 Racing | Dodge Dart       |

### Finał - 6 okr.
| Nr | Kierowca         | Zespół                                 | Samochód               |
| -- | ---------------- | -------------------------------------- | ---------------------- |
| 72 | Sébastien Loeb   | Hansen Motorsport                      | Citroën DS3            |
| 77 | Samuel Hübinette | Scott-Eklund Racing                    | Saab 9-3               |
| 17 | David Binks      | Olsbergs MSE                           | Ford Fiesta            |
| 11 | Sverre Isachsen  | Subaru Puma Rallycross Team USA        | Subaru Impreza WRX STI |
| 43 | Ken Block        | Monster World Rally Team               | Ford Fiesta            |
| 38 | Brian Deegan     | Olsbergs MSE                           | Ford Fiesta            |
| 34 | Tanner Foust     | Olsbergs MSE                           | Ford Fiesta            |
| 75 | David Higgins    | Subaru Puma Rallycross Team USA        | Subaru Impreza WRX STI |
| 67 | Rhys Millen      | Rhys Millen Racing                     | Hyundai Veloster       |
| 33 | Liam Doran       | Monster Energy Citroën Rallycross Team | Citroën C4 WRC         |

Najlepiej do wyścigu ruszył Hübinette, ale będący po wewnętrznej Loeb wyprzedził Szweda. Sytuację wykorzystał także Foust awansując na drugą pozycję. Tuż za Hübinettem znaleźli się Block, Binks i Deegan. Wyścig został przerwany na drugim okrążeniu. Wtedy to po skoku w samochodzie Isachsena urwał się lewy drążek kierowniczy. Po dojechaniu do nawrotu zawodnik obrócił się i zatrzymał na torze.
W restarcie udziału nie brał Sverre Isachsen. Oczekując na start Deegan popełnił falstart, po czym zatrzymał swój samochód. Część zawodników ruszyło z pól startowych, wyścig został jednak przerwany.
Wyścig wznowiono, gdy wszyscy ustawili się na swoich pozycjach. Deegan za falstart został cofnięty do trzeciego rzędu. Podczas startu Hübinette ruszył najlepiej, ale już na dohamowaniu Loeb objął prowadzenie. Po wewnętrznej Szweda zaatakował także Block. Hübinette, uderzony przez Blocka otarł się o ścianę i wszedł za szeroko w zakręt. Na trzeciej pozycji znalazł się Foust, na czwartej Binks, a na szóstej Millen. Hübinette próbował odrabiać straty, lecz zbyt mocno opóźnił dohamowanie podczas ataku na Dorana, został uderzony przez niego w tył i nie zmieścił się w zakręcie. Szwed spadł na ostatnią pozycję i wycofał się z rywalizacji. Na trzecim okrążeniu doszło do kontaktu między Binksem i Millenem. Obaj zawodnicy obrócili się, a na czwarte miejsce awansował Deegan. Milen spadł na szóste miejsce, a Binks wycofał się z rywalizacji. Na kolejnym okrążeniu z powodu problemów technicznych z wyścigu odpadł Higgins. W międzyczasie Deegan awansował na trzecią pozycję wyprzedzając Fousta. Na dwa okrążenia przed metą wyścigu Block przebił prawą tylną oponę, mimo to dowiózł do mety drugą pozycję. Złoty medal zdobył Loeb, srebrny Block, a brązowy Deegan.
| Pozycja | Kierowca         | Zespół                                 | Samochód               |
| ------- | ---------------- | -------------------------------------- | ---------------------- |
| 1       | Sébastien Loeb   | Hansen Motorsport                      | Citroën DS3            |
| 2       | Ken Block        | Monster World Rally Team               | Ford Fiesta            |
| 3       | Brian Deegan     | Olsbergs MSE                           | Ford Fiesta            |
| 4       | Rhys Millen      | Rhys Millen Racing                     | Hyundai Veloster       |
| 5       | Liam Doran       | Monster Energy Citroën Rallycross Team | Citroën C4 WRC         |
| 6       | Tanner Foust     | Olsbergs MSE                           | Ford Fiesta            |
| 7       | David Higgins    | Subaru Puma Rallycross Team USA        | Subaru Impreza WRX STI |
| 8       | David Binks      | Olsbergs MSE                           | Ford Fiesta            |
| 9       | Samuel Hübinette | Scott-Eklund Racing                    | Saab 9-3               |
| 10      | Sverre Isachsen  | Subaru Puma Rallycross Team USA        | Subaru Impreza WRX STI |